# Longidorella parva
Longidorella parva är en rundmaskart. Longidorella parva ingår i släktet Longidorella och familjen Dorylaimidae. Inga underarter finns listade i Catalogue of Life.